# Szymon Czyż
Szymon Czyż (ur. 8 lipca 2001 w Gdyni) – polski piłkarz występujący na pozycji pomocnika w Widzewie Łódź.

## Kariera klubowa

### Lazio
W 2018 roku podpisał kontrakt z drużyną Lazio. Zadebiutował 28 października 2020 w meczu fazy grupowej Ligi Mistrzów UEFA przeciwko Club Brugge (1:1).

### Warta Poznań
W lipcu 2021 roku przeszedł do zespołu Warty Poznań. Zadebiutował 25 lipca 2021 w meczu Ekstraklasy przeciwko Śląskowi Wrocław (2:2).

### Raków Częstochowa
10 stycznia 2022 podpisał trzyipółletni kontrakt z klubem Raków Częstochowa. Zadebiutował 6 lutego 2022 w meczu Ekstraklasy przeciwko Wiśle Kraków (2:0). W sezonie 2021/22 jego zespół zdobył Puchar Polski, pokonując w finale Lecha Poznań (1:3). 9 lipca 2022 roku wystąpił w meczu o Superpuchar Polski, w którym jego zespół pokonał Lecha Poznań (0:2) i zdobył trofeum. 21 lipca 2022 zadebiutował w kwalifikacjach do Ligi Konferencji Europy UEFA w meczu przeciwko FK Astana (5:0). 11 września 2022 roku podczas meczu Ekstraklasy z Legią Warszawa doznał kontuzji zerwania więzadła krzyżowego przedniego.

## Kariera reprezentacyjna

### Polska U-20
W sierpniu 2021 roku otrzymał powołanie do reprezentacji Polski U-20. Zadebiutował 2 września 2021 w meczu U20 Elite League przeciwko reprezentacji Włoch U-20 (0:2).

### Polska U-21
W październiku 2020 roku otrzymał powołanie do reprezentacji Polski U-21. Zadebiutował 17 listopada 2020 w meczu eliminacji do Mistrzostw Europy U-21 2021 przeciwko reprezentacji Łotwy U-21 (3:1).

## Statystyki

### Klubowe
(aktualne na dzień 14 września 2022)
| Klub               | Sezon              | Liga               | Liga  | Liga   | Puchar kraju | Puchar kraju | Europa | Europa | Inne  | Inne   | Suma  | Suma   |
| Klub               | Sezon              | Liga               | Mecze | Bramki | Mecze        | Bramki       | Mecze  | Bramki | Mecze | Bramki | Mecze | Bramki |
| ------------------ | ------------------ | ------------------ | ----- | ------ | ------------ | ------------ | ------ | ------ | ----- | ------ | ----- | ------ |
| Lazio              | 2020/21            | Serie A            | 0     | 0      | 0            | 0            | 1      | 0      | –     | –      | 1     | 0      |
| Lazio              | Ogólnie            | Ogólnie            | 0     | 0      | 0            | 0            | 1      | 0      | 0     | 0      | 1     | 0      |
| Warta Poznań       | 2021/22            | Ekstraklasa        | 15    | 0      | 1            | 0            | –      | –      | –     | –      | 16    | 0      |
| Warta Poznań       | Ogólnie            | Ogólnie            | 15    | 0      | 1            | 0            | 0      | 0      | 0     | 0      | 16    | 0      |
| Raków Częstochowa  | 2021/22            | Ekstraklasa        | 8     | 0      | 1            | 0            | 0      | 0      | 0     | 0      | 9     | 0      |
| Raków Częstochowa  | 2022/23            | Ekstraklasa        | 6     | 0      | 0            | 0            | 6      | 0      | 1     | 0      | 13    | 0      |
| Raków Częstochowa  | Ogólnie            | Ogólnie            | 14    | 0      | 1            | 0            | 6      | 0      | 1     | 0      | 22    | 0      |
| Ogólnie w karierze | Ogólnie w karierze | Ogólnie w karierze | 29    | 0      | 2            | 0            | 7      | 0      | 1     | 0      | 39    | 0      |

### Reprezentacyjne
| Reprezentacja | Rok     | Mecze | Bramki |
| ------------- | ------- | ----- | ------ |
| Polska U-20   |         |       |        |
| 2021          | 3       | 0     |        |
| Ogólnie       | Ogólnie | 3     | 0      |
| Polska U-21   |         |       |        |
| 2020          | 1       | 0     |        |
| 2021          | 1       | 0     |        |
| Ogólnie       | Ogólnie | 2     | 0      |

| Mecze i gole w reprezentacji | Mecze i gole w reprezentacji | Mecze i gole w reprezentacji | Mecze i gole w reprezentacji | Mecze i gole w reprezentacji | Mecze i gole w reprezentacji | Mecze i gole w reprezentacji | Mecze i gole w reprezentacji |
| Polska U-20                  | Polska U-20                  | Polska U-20                  | Polska U-20                  | Polska U-20                  | Polska U-20                  | Polska U-20                  | Polska U-20                  |
| Lp.                          | Data                         | Miejsce                      | Gospodarz                    | Gość                         | Wynik                        | Gol                          | Rozgrywki                    |
| ---------------------------- | ---------------------------- | ---------------------------- | ---------------------------- | ---------------------------- | ---------------------------- | ---------------------------- | ---------------------------- |
| 1.                           | 02.09.2021                   | Łomża                        | Polska U-20                  | Włochy U-20                  | 0:2                          |                              | U20 Elite League             |
| 2.                           | 07.09.2021                   | Oeiras                       | Portugalia U-20              | Polska U-20                  | 0:0                          |                              | U20 Elite League             |
| 3.                           | 11.11.2021                   | Voluntari                    | Rumunia U-20                 | Polska U-20                  | 2:1                          |                              | Mecz towarzyski              |
| Polska U-21                  |                              |                              |                              |                              |                              |                              |                              |
| Lp.                          | Data                         | Miejsce                      | Gospodarz                    | Gość                         | Wynik                        | Gol                          | Rozgrywki                    |
| 1.                           | 17.11.2020                   | Łódź                         | Polska U-21                  | Łotwa U-21                   | 3:1                          |                              | el. ME U-21 2021             |
| 2.                           | 12.10.2021                   | Kielce                       | Polska U-21                  | San Marino U-21              | 3:0                          |                              | el. ME U-21 2023             |

## Sukcesy

### Raków Częstochowa
- Mistrzostwo Polski: 2022/2023[16]

- Puchar Polski (1×): 2021/2022
- Superpuchar Polski (1×): 2022